# Рафферті (фільм)
«Рафферті» — радянський трисерійний телевізійний художній фільм, поставлений на кіностудії «Ленфільм» у 1980 році режисером Семеном Арановичем за однойменним романом американського письменника Лайонела Уайта (1905—1985). Прем'єра фільму в СРСР відбулася 19 листопада 1980 року.

## Сюжет
Дія відбувається в США в 1960-1970-і роки. Заступник голови профспілки транспортних робітників Джек Рафферті дає свідчення перед урядовою комісією у зв'язку з підозрою в корупції. Джек може і не свідчити проти себе, пославшись на п'яту поправку, проте в цьому випадку йому доведеться попрощатися з перспективою стати головою профспілки. Так що йому доведеться розповісти все.
Перед Джеком стоїть нелегкий вибір. Засідання комісії транслюються по телебаченню на всю країну, сім'я і друзі будуть спостерігати за його зізнанням. А в його минулому багато темних справ: залагодження конфліктів між керівництвом транспортного концерну і робочими вимагало постійних угод з совістю… зв'язок з мафіозо Томмі Фаррічетті… вкрай неприємна історія про те, як заради своїх кар'єрних цілей він «подарував» для сексуальних утіх свою коханку Джил Харт одному з високопоставлених друзів… підкуп політиків за допомогою профспілкових фондів…
Розслідування комісії розкриває всю тіньову біографію Джека — історію того, як виходець з низів, займаючи все більш високі пости, морально падає все нижче і нижче.

## У ролях
- Олег Борисов —  Джек Рафферті
- Євгенія Симонова —  Джил Харт, співачка, коханка Рафферті
- Лариса Мальована —  Марта, дружина Рафферті
- Армен Джигарханян —  Томмі Фаррічетті, гангстер, приятель Рафферті
- Олександр Кайдановський —  Еймс, обвинувач, юрисконсульт сенаторської комісії
- Вітаутас Паукште —  Хедн Босуорт, бізнесмен, друг дитинства Рафферті
- Костянтин Адашевський —  Сем Фарроу, профспілковий бос
- Володимир Зельдін —  сенатор Феллоуз, голова сенаторської комісії
- Олексій Рессер —  Морт Кауфман, адвокат Рафферті  (озвучив Зиновій Гердт)
- Юріс Стренга —  Френсіс Макнамара, адвокат Фаррічетті
- Гедимінас Карка —  батько Марти  (озвучив Ігор Єфімов)
- Ізіль Заблудовський —  Філіп
- Марина Левтова —  Енн, дочка Рафферті
- Сергій Власов —  Едді, син Рафферті
- Олексій Герман —  репортер
- Василь Корзун —  Уеллесон
- Микола Мартон —  Тілден
- Юрій Родіонов —  журналіст
- Валерій Петров —  епізод
- Миколас Ятаутис —  член сенаторської комісії
- Світлана Махліна —  журналістка
- Віктор Філіппов —  епізод
- Стоян Алєксієв —  епізод
- Сава Георгієв —  епізод
- Драган Каюмджиєв —  епізод
- Тетяна Маневська —  Мейні, подруга Джил
- Ілля Пенєв —  інспектор поліції
- Димитр Хаджиянєв —  інспектор поліції
- Анатолій Шведерський —  господар майстерні
- Адольф Шестаков —  Меркс, активіст профспілки
- Ігор варпа —  Бартон, приватний детектив
- Юрій Лазарев —  Стів, брат Марти
- Володимир Марков —  поліцейський
- Лев Рубінштейн —  Бейліс, сержант поліції
- Валерій Смоляков —  поліцейський
- Лембіт Еельмяе —  Карл Оффенбах
- Дмитро Зебров —  помічник юрисконсульта Еймса
- Олег Пальмов —  помічник Еймса
- Олександр Чуйно —  поліцейський
- Олександр Кнайфель —  піаніст
- Станіслав Соколов —  портьє

## Знімальна група
- Автор сценарію —  Семен Нагорний
- Режисер-постановник —  Семен Аранович
- Оператор-постановник —  Генріх Маранджян
- Художник-постановник —  Валерій Юркевич
- Композитор —  Олександр Кнайфель
- Звукооператор —  Едуард Ванунц